# Haplorrhini
Haplorrhini (din greacă haplos, "simplu", și rhinos, "nas") este un amplu subordin de primate, care cuprinde și oamenii.

## Clasificare
- Subordinul Haplorrhini
  - Infraordinul Tarsiiformes
    - Familia Tarsiidae

  - Infraordinul Simiiformes
    - Parvordinul Platyrrhini
      - Familia Cebidae
      - Familia Aotidae
      - Familia Pitheciidae
      - Familia Atelidae

    - Parvordinul Catarrhini
      - Suprafamilia Cercopithecoidea
        - Familia Cercopithecidae

      - Suprafamilia Hominoidea
        - Familia Hylobatidae
        - Familia Hominidae